# نرم‌افزار نگاشتار

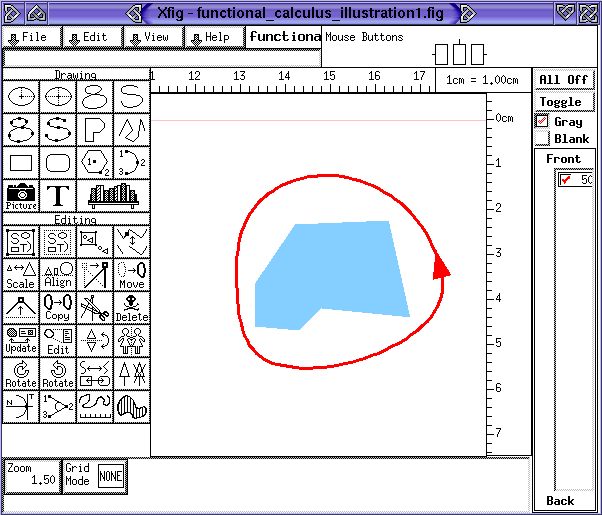
تصویری از محیط نرم افزار سورس باز ویرایشگر گرافیک Xfig

نرم افزار نگاشتار (گرافیک)، به برنامه یا مجموعه ای از برنامه‌ها گفته می‌شود که فرد را قادر می‌سازد تصاویر یا مدل‌ها را به صورت بصری بر روی رایانه دستکاری کند.
نرم افزارهای نگاشتاری رایانه ای را می‌توان به دسته‌های متمایز طبقه‌بندی کرد: گرافیک شطرنجی و گرافیک برداری، با انواع دو بعدی و سه بعدی. بسیاری از برنامه‌های گرافیکی به‌طور انحصاری بر روی گرافیک‌های برداری یا شطرنجی تمرکز می‌کنند، اما تعدادی هستند که روی هر دو کار می‌کنند. تبدیل از گرافیک برداری به گرافیک شطرنجی ساده است، اما رفتن به سمت دیگر دشوارتر است. برخی از نرم افزارها برای انجام این کار تلاش می‌کنند.